# 青山一朗
青山一朗（あおやま いちろう）は、パソコン草創期からのPC系テクニカルライター。ニックネームはBurumann。

## 経歴
略歴
1948年11月生まれ
1968年 陸上自衛隊入隊
1970年 航空交通管制官発令
1972年 運輸省航空局採用（現国土交通省航空局）航空交通管制官
2007年 三沢空港事務所を最後に退職（勧奨）
パソコン関係経歴
1984年 クリスマスの日にPC-6001mk2を購入。パソコンにはまる。
プログラミング、パソコン通信などを経て出版社ライター。
1993年 Lotus 1-2-3入門本を初出版。
以後、データベース（Access）、インターネット関連、デジカメ評価、ソフトウエア評価や啓蒙本を多数執筆、出版。
その他
平成30年現在 宮城県東松島市在住。